# Ван Брунт, Ринальдо
Ринальдо Ван Брунт (англ. Rinaldo Van Brunt; 13 декабря 1901 — 18 июня 1989) — генерал-майор Армии США.

## Биография
Родился 13 декабря 1901 года в городе Таллахасси (штат) Флорида. Окончил в 1925 году Военную академию Вест-Пойнт. В 1920-е и 1930-е годы служил в Панаме и на Филиппинах.
24 декабря 1941 года, уже после вступления США во Вторую мировую войну произведён в подполковники Армии США. Был в распоряжении Генерального штаба Военного министерства США. 12 июня 1942 года произведён в майоры, 10 сентября — в полковники. В 1942—1944 годах — начальник штаба 83-й пехотной дивизии. В 1944—1945 годах — начальник штаба 21-го армейского корпуса Армии США, воевавшего в Северо-Западной Европе. 10 июня 1045 года произведён в бригадные генералы, в том же году назначен начальником штаба 23-го армейского корпуса.
31 марта 1946 года он был разжалован из бригадных генералов, 15 июля 1948 года получил снова звание подполковника. С 1 апреля 1948 года был командиром 18-го пехотного полка. 1 октября 1949 года произведён в полковники. В 1950—1952 годах — начальник штаба 1-го армейского корпуса в Корее.
В 1954—1955 годах — командир 4-й пехотной дивизии. В 1956—1957 годах — глава Северного командования Армии США в Германии, в 1959—1962 годах — заместитель командующего 2-й армией. В отставке с 1962 года.
В 1961—1977 годах занимал должность начальника Управления штата Мэриленд по гражданской обороне и подготовке к чрезвычайным ситуациям. С 1975 года — координатор штата Мэриленд по оказанию помощи беженцам из Юго-Восточной Азии. Проживал в Чеви-Чейз, был членом Клуба Чеви-Чейз (англ. Chevy Chase Club) и военного ордена Карабао.
Скончался 18 июня 1989 года в результате остановки сердца в армейском медицинском центре имени Уолтера Рида в Вашингтоне.
Супруга — Тип ван Брунт (англ. Tip Van Brunt), умерла в 1987 году. Дочери — Йоханна фон Вальтер (англ. Johanna Von Walter) и Ринальда Стивенс (англ. Rinalda Stevens). Оставил шестерых внуков и пятерых правнуков..

## Награды
- Три медали «За выдающуюся службу» Армии США:
  - 24 октября 1947 — «за исключительно достойнейшие и выдающиеся заслуги перед Правительством США при исполнении важных обязанностей в качестве начальника штаба 23-го корпуса с января по август 1945 годов» (англ. for exceptionally meritorious and distinguished services to the Government of the United States, in a duty of great responsibility as Chief of Staff XXIII Corps, from January to August 1945)[3]
  - 24 октября 1951, бронзовый дубовый лист к медали — «за исключительно достойнейшие и выдающиеся заслуги перед Правительством США при исполнении важных обязанностей в качестве начальника штаба 1-го корпуса в Корее с 11 сентября 1950 по 24 октября 1951 года» (англ. for exceptionally meritorious and distinguished services to the Government of the United States, in a duty of great responsibility as Chief of Staff, I Corps, in Korea during the period 11 September 1950 to 24 October 1951)[3]
  - 29 декабря 1961, второй бронзовый дубовый лист к медали — «за исключительно достойнейшие и выдающиеся заслуги перед Правительством США при исполнении важных обязанностей с января 1952 по декабрь 1961 года, с кульминацией в виде должности заместителя командующего 2-й армией в 1959—1961 годах» (англ. for exceptionally meritorious and distinguished services to the Government of the United States, in duties of great responsibility from January 1952 to December 1961, culminating as Deputy Commanding General, SECOND Army, from 1959 to 1961)[3]
- Две Серебряные звезды:
  - 1945 — «за выдающуюся храбрость и бесстрашие в боях против врага, проявленные в качестве начальника штаба 23-го корпуса во время Второй мировой войны» (англ. for conspicuous gallantry and intrepidity in action against the enemy as Chief of Staff, TWENTY-THIRD Corps, during World War II)[3]
  - 1951, бронзовый дубовый лист к звезде — «за выдающуюся храбрость и бесстрашие в боях против врага в Корее» (англ. for conspicuous gallantry and intrepidity in action against the enemy in Korea)[3]
- Орден «Легион почёта» (20 мая 1951) — «за заслуги с 11 сентября по 2 ноября 1950 года»[3]
- Бронзовая звезда[4]
- Медаль Военно-воздушных сил[4]